# Eucalyptus flindersii
Eucalyptus flindersii är en myrtenväxtart som beskrevs av Boomsma. Eucalyptus flindersii ingår i släktet Eucalyptus och familjen myrtenväxter. Inga underarter finns listade i Catalogue of Life.